# Tambirejo (Toroh)
Tambirejo is een bestuurslaag in het regentschap Grobogan van de provincie Midden-Java, Indonesië. Tambirejo telt 7499 inwoners (volkstelling 2010).